# Меднозаводский Разлив
Меднозаво́дский Разли́в (разг. Ме́дное о́зеро) — водохранилище на Карельском перешейке. Образовано дамбой на Чёрной речке, устроенной здесь в последней четверти XVIII века для нужд медеплавильного завода, принадлежавшего А. В. Ольхину. Площадь поверхности — 1,39 км². Озеро показано на карте Шуберта 1834 года, показаны и ныне не существующие заводы вблизи его юго-восточного берега: железный, оловянный, медный и чугунный (в направлении с севера на юг). В настоящее время на юго-восточном берегу расположена деревня Медный Завод, территории на берегу Меднозаводского Разлива застроены садами, есть база отдыха «Медное озеро». На озере имеется несколько островов.
Из-за поступления болотных вод, богатых органическим веществом, вода озера имеет тёмный цвет. Большая часть озера мелководна, но по руслу Чёрной — достаточно глубоко, и сама вода у восточного побережья более чистая, поскольку именно там протекает река.
Рядом с озером проходит линия Карельского укрепленного района, причём один из пулемётных дотов расположен на острове озера.